# Xilongtou
Xilongtou (kinesiska: 西龙头乡, 西龙头) är en socken i Kina. Den ligger i provinsen Hebei, i den norra delen av landet, omkring 230 kilometer norr om huvudstaden Peking. Antalet invånare är 3 617. Befolkningen består av 1 753 kvinnor och 1 864 män. Barn under 15 år utgör 20,0 %, vuxna 15-64 år 69 %, och äldre över 65 år 10,0 %.
Genomsnittlig årsnederbörd är 605 millimeter. Den regnigaste månaden är juni, med i genomsnitt 160 mm nederbörd, och den torraste är januari, med 2 mm nederbörd.